# Iglesia católica y ecumenismo

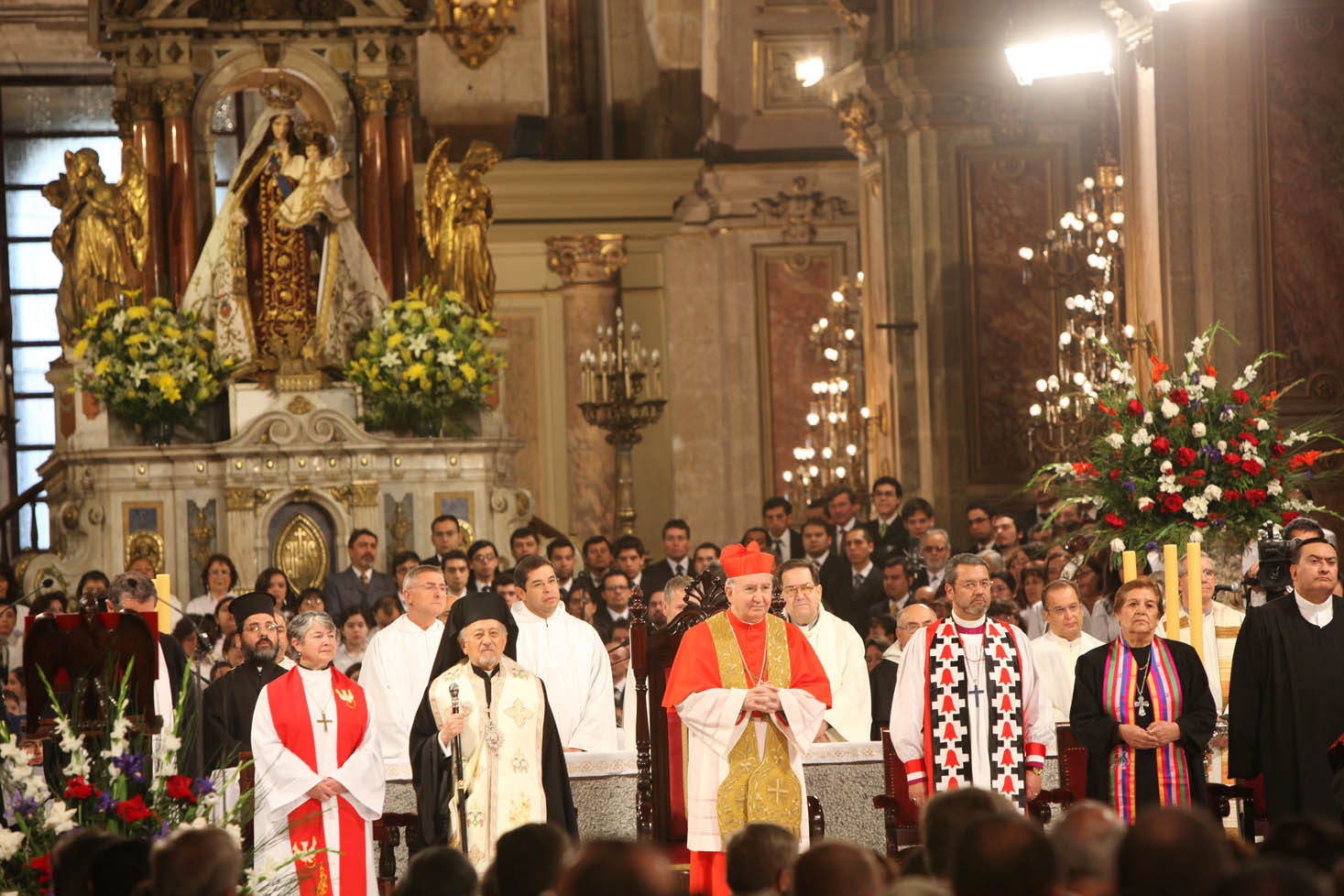
Te Deum Ecuménico 2009 en la Catedral Metropolitana de Santiago de Chile, con clérigos de distintas confesiones cristianas

La Iglesia católica ha participado en el moderno movimiento ecuménico, especialmente desde el Concilio Vaticano II (1962-1965) y la publicación del decreto Unitatis redintegratio y la declaración Dignitatis humanae. En el Concilio se creó el Pontificio Consejo para la Promoción de la Unidad de los Cristianos. A los que no pertenecían a la Iglesia católica se les calificaba de herejes (en referencia al protestantismo) o cismáticos (como en el caso de la Iglesia ortodoxa oriental y las Iglesias ortodoxas orientales), pero en muchos contextos actuales, para evitar ofender, se utiliza el eufemismo "hermanos separados".

## Definición
El ecumenismo, de la palabra griega oikoumene, que significa "todo el mundo habitado" (cf. Hch 17,6; Mt 24,14; Heb 2,5), es la promoción de la cooperación y la unidad entre los cristianos. La Unión de la Cristiandad es un punto de vista tradicional de la Iglesia católica sobre el ecumenismo; el punto de vista es que toda comunidad eclesial cristiana  no católica está destinada a volver a la unidad de la Iglesia católica, de la que se ha separado. Como Iglesia original fundada por Jesucristo según la doctrina católica, la Iglesia se ve a sí misma como la única iglesia verdadera. Esto significa que, según dicha enseñanza, la unidad de los cristianos es ya una realidad, presente en la Iglesia católica. 
El compromiso de la Iglesia católica con el ecumenismo se basaba en la convicción de que un cristianismo dividido "contradice abiertamente la voluntad de Cristo, escandaliza al mundo y daña la santa causa de la predicar el Evangelio a toda criatura".
"La búsqueda de la unidad de los cristianos fue una de las principales preocupaciones del Concilio Vaticano II".: 1  Así lo atestiguó incluso desde el momento del anuncio del Concilio, el Papa Juan XXIII, durante las vísperas que cerraban el Octavario por la unidad de los cristianos, el 25 de enero de 1959, en la Basílica de San Pablo Extramuros.
"La Iglesia católica está empeñada en trabajar por la reunión de todos los cristianos, pero el espíritu exuberante que siguió al Vaticano II se ha atemperado. Las mentes sobrias se dan cuenta de que el camino hacia la plena unidad será largo y arduo. Una de las principales tareas eclesiológicas es discernir la relación entre las Iglesias"  Subyacente a la búsqueda del ecumenismo por parte de la Iglesia Católica está su reconocimiento de que los elementos de santificación y verdad se encuentran en otras iglesias, que, en cierto sentido, éstas son cristianas e Iglesias particulares o Comunidades eclesiales, y que el propio bautismo común impulsa a aquéllas hacia una mayor unidad, ya que el Bautismo es un don que "pertenece" a la Iglesia católica como uno de los Sacramentos con los que Cristo la dotó.
Puede decirse que la ecumenicidad de la Iglesia es otra forma de expresar su catolicidad y/o universalidad radical.
El Directorio para la aplicación de los principios y normas sobre el ecumenismo afirma que los obispos de la Iglesia católica, "individualmente para sus propias diócesis, y colegialmente para toda la Iglesia, son, bajo la autoridad de la Santa Sede, responsables de la política y la práctica ecuménicas".: 4 

## Perspectivas históricas

### Antes del Concilio Vaticano II
La Iglesia católica se véase a sí misma como la Iglesia una, santa, católica y apostólica, fundada por Cristo mismo. Sus enseñanzas, tanto antes como después del Concilio Vaticano II, equiparan la única Iglesia de Cristo con la Iglesia católica. 
El Ecumenismo parte de la base de que Cristo fundó una sola Iglesia, no muchas iglesias; de ahí que la Iglesia católica tenga como esperanza y objetivo último que, mediante la oración, el estudio y el diálogo, los organismos históricamente separados puedan volver a reunirse con ella.
La unidad ha sido siempre uno de los principales objetivos de la Iglesia católica. Antes del Concilio Vaticano II, la Iglesia católica definía el ecumenismo como el diálogo con otros grupos cristianos para persuadirlos de que volvieran a una unidad que ellos mismos habían roto.
En el Segundo Concilio de Lyon (1274) y en el Concilio de Florencia (1438-42), en los que participaron algunos obispos de la Iglesia Ortodoxa Oriental, se elaboraron fórmulas de reunión que no lograron la aceptación de las Iglesias orientales.
La Iglesia católica, incluso antes del Concilio Vaticano II, siempre consideró un deber del más alto rango buscar la plena unidad con las comuniones de correligionarios alejadas y, al mismo tiempo, rechazar lo que veía como una unión prematura y falsa que significaría ser infiel o pasar por alto la enseñanza de la Sagrada Escritura y la Tradición. Pero el acento principal se puso en la prudencia, como se ejemplifica en el canon 1258 del Código de Derecho Canónico de 1917:
1. Es ilícito a los fieles asistir o participar de cualquier modo en funciones religiosas no católicas.
2. Por un motivo grave que requiera, en caso de duda, la aprobación del Obispo, se puede tolerar la presencia pasiva o meramente material en funerales, bodas y ocasiones similares no católicas por el hecho de desempeñar un cargo civil o por cortesía, siempre que no haya peligro de perversión o escándalo.

### Desde el Concilio Vaticano II
El objetivo del Concilio Vaticano II, como declaró su iniciador el papa Juan XXIII, era buscar una renovación desde dentro de la propia Iglesia, que sirviera a los separados de la sede de Roma como una "amable invitación a buscar y encontrar esa unidad por la que Jesucristo oró tan ardientemente a su Padre celestial". El Concilio abrió una era de serios esfuerzos no sólo por explicar a los demás la doctrina de la Iglesia, sino también por comprender su punto de vista.
Aunque la Iglesia católica se ve a sí misma como "la Iglesia una, santa, católica y apostólica" fundada por el propio Cristo, reconoce que:

Sin embargo, muchos elementos de santificación y de verdad se encuentran fuera de sus confines visibles. Puesto que son dones que pertenecen a la Iglesia de Cristo, son fuerzas que impulsan hacia la unidad católica.

Desde el Concilio Vaticano II, bajo los Papas Juan XXIII, Pablo VI y el inicio del papado de Juan Pablo II, la Iglesia católica ha tendido la mano a otros cuerpos cristianos, buscando la reconciliación en el mayor grado posible.
Se han logrado acuerdos significativos sobre bautismo, ministerio y eucaristía con teólogos anglicano. Con los organismos luteranos evangélicos se llegó a un acuerdo similar sobre la Doctrina de la justificación. Estos documentos históricos han estrechado los lazos fraternales con esas iglesias.
Sin embargo, acontecimientos recientes, como la ordenación de mujeres y de hombres que viven relaciones homosexuales, presentan nuevos obstáculos a la reconciliación, en particular con los anglicanos/episcopales. En consecuencia, en los últimos años la Iglesia católica ha centrado sus esfuerzos en la reconciliación con la Iglesia Ortodoxa Oriental, con la que las diferencias teológicas no son tan grandes.
Aunque las relaciones con algunas Iglesias ortodoxas orientales fueron tensas en la década de 1990 por cuestiones de propiedad en los estados postsoviéticos tras la disolución de la Unión Soviética en 1989-1991, estas diferencias ya se han resuelto en gran medida. Las relaciones fraternales con las iglesias orientales siguen progresando.
El Código de Derecho Canónico de 1983 ya no tiene cánones que prohíban absolutamente la cooperación social del clero católico romano (obispos, sacerdotes y diáconos) con miembros del clero de otros sistemas de creencias. Sigue prohibiendo absolutamente a los sacerdotes católicos concelebrar la Eucaristía con miembros de comunidades que no están en comunión con la Iglesia católica (canon 908). El Directorio para la aplicación de los principios y normas sobre el ecumenismo afirma: "Se puede animar a los cristianos a compartir actividades y recursos espirituales, es decir, a compartir la herencia espiritual que tienen en común de un modo y en un grado apropiados a su actual estado de división": n102 .

## Relaciones con el Consejo Mundial de Iglesias
Uno de los documentos más significativos sobre las relaciones ecuménicas fue Bautismo, Eucaristía y Ministerio, publicado por la Comisión de Fe y Constitución del Consejo Mundial de Iglesias (CMI) en 1982. Aunque la Iglesia católica no es miembro del CMI, algunos teólogos católicos son miembros de pleno derecho de la Comisión, aunque no como representantes de su iglesia, y participaron en la elaboración del documento, cuyo objetivo era buscar un terreno común entre las diversas tradiciones en relación con el rito cristiano de iniciación (Bautismo), el sacramento de la Eucaristía y la naturaleza del orden sagrado, al tiempo que se exponían claramente las diferencias existentes entre ellas. Se invitó a las iglesias a indicar sus reacciones al contenido del documento, con vistas a "analizar las implicaciones ecuménicas para las iglesias en una futura Conferencia Mundial de Fe y Constitución".

## Relaciones con las Iglesias de Oriente
La Iglesia católica reconoce 21 Concilio ecuménico o generals: Nicea I (325), Constantinopla I (381), Éfeso (431), Calcedonia (451), Constantinopla II (553), Constantinopla III (680–681), Nicea II (787), Constantinopla IV (869– 870), Letrán I (1123), Letrán II (1139), Letrán III (1179), Letrán IV (1215), Lyon I (1245), Lyon II (1274), Viena (1311–1312), Constanza (1414– 1418), Florencia (1438–1445), Letrán V (1512–1517), Trento (1545–1563), Vaticano I (1869–1870), Vaticano II (1962–1965).
De éstas, la Iglesia ortodoxa de tradición bizantina sólo acepta las siete primeras, la familia de Iglesias "no calcedonianas" o "precalcedonianas" sólo las tres primeras, y la Iglesia asiria de Oriente sólo las dos primeras.
A pesar de ello, el diálogo ha demostrado que incluso allí donde las divisiones han durado más que la comunión previa – como en el caso de los cismas originados en las controversias cristológicas del Concilio de Éfeso (431) y el Concilio de Calcedonia (451) – las escasas diferencias doctrinales a menudo, pero no siempre, se refieren a la terminología, no a la sustancia. De hecho, tan sólo una década de diálogo ha hecho más por sanar las divisiones que quince siglos de apologética, estereotipos y sospechas.

### Iglesia asiria de Oriente
La Iglesia católica reconoce en la Iglesia asiria de Oriente uno de los organismos sucesores válidos de la antigua Iglesia del valle mesopotámico, donde el cristianismo se había establecido hacia el año 150, aunque la tradición remonta los orígenes apostólicos al apóstol Tomás y sus discípulos-sucesores Addai y Mari.
La división entre la Iglesia del Imperio persa y las Iglesias de Roma y Constantinopla se remonta a las disputas sobre la legitimidad de los términos  madre de Dios y madre de Cristo para referirse a la Virgen María, que llegaron a un punto crítico en el Concilio de Éfeso en 431. La Iglesia asiria había adoptado una doctrina radicalista en el siglo XVI. La Iglesia asiria había adoptado la cristología radical antioquena, articulada por Nestorio y Teodoro de Mopsuestia. A veces se les ha llamado, erróneamente, nestorianos. Este apelativo es rechazado por la Iglesia católica.
El diálogo comenzó con un encuentro entre el Patriarca asirio (Catholicos) Mar Dinkha IV y el Papa Juan Pablo II en 1984, y la participación del patriarca en la primera Jornada de Oración por la Paz de Asís en 1986. Casi una década de diálogo fue suficiente para resolver los desacuerdos sobre la terminología cristológica, lo que llevó a la Declaración cristológica común entre la Iglesia católica y la Iglesia asiria de Oriente, firmada por el Papa Juan Pablo II de la Iglesia Católica y Mar Dinkha IV de la Iglesia Asiria de Oriente en 1994.
La Declaración común recuerda que la Iglesia asiria de Oriente reza a la Virgen María como "la Madre de Cristo nuestro Dios y Salvador", y la tradición católica se dirige a la Virgen María como "la Madre de Dios" y también como "la Madre de Cristo", expresiones más completas con las que cada Iglesia reconoce claramente tanto la divinidad como la humanidad del hijo de María. Los cofirmantes de la Declaración común podrían afirmar así: "Ambos reconocemos la legitimidad y la rectitud de estas expresiones de la misma fe y ambos respetamos la preferencia de cada Iglesia en su vida litúrgica y en su piedad".
Durante los seis años siguientes, las reuniones anuales del diálogo llegaron a un entendimiento común sobre los sacramentos, publicado en 2000 como "Declaración común sobre la vida sacramental". Se esperaba que esto también se elevaría al nivel de una Declaración Conjunta o Común, mientras el diálogo avanzaba hacia cuestiones eclesiológicas, pastorales y administrativas prácticas para la plena comunión.
Sin embargo, en 2004, en vísperas de una declaración común formal, el patriarca y los obispos asirios decidieron suspender el diálogo, al darse cuenta de que "se había demostrado que ya no existían todos los obstáculos para restablecer la plena comunión con la Iglesia católica".
Al año siguiente, el sínodo asirio suspendió a su principal ecumenista desde hacía veinte años, Mar Bawai Soro, que había dirigido el diálogo con Roma. En 2008, Mar Bawai, junto con seis sacerdotes, treinta diáconos y unos mil fieles, rompió la comunión con la Iglesia asiria y entró en plena comunión como parte de la Iglesia católica caldea. Las tensiones personales derivadas de estos acontecimientos retrasaron aún más la continuación de las conversaciones de reunión.
En marzo de 2015, Mar Dinkha IV falleció. En septiembre de 2015, fue elegido un nuevo Patriarca-    Catholicos, Gewargis III.

#### Documentos del Diálogo
- Declaración cristológica común de 1994
- 1997 Decreto sinodal conjunto para promover la unidad entre la Iglesia Asiria de Oriente y la Iglesia Católica Caldea
- 2001 Directrices para la admisión a la Eucaristía entre la Iglesia Caldea y la Iglesia Asiria de Oriente

### Iglesias Ortodoxas Orientales
Desde 2003, la Iglesia católica se ha comprometido con toda la comunión de Iglesias Ortodoxas Orientales en su conjunto, en lugar de con cada iglesia autocéfala en diálogos independientes.

#### Documentos de diálogo
Con cada una de las Iglesias ortodoxas orientales:
- 1971 Declaración común del Papa Pablo VI y Mar Ignatus Jacob III de la Iglesia Ortodoxa Siria Malankara.
- 1976 Declaración cristológica común de la Iglesia católica y la Iglesia copta
- 1984 Declaración Común del Papa Juan Pablo II y Mar Ignatius Zakka I Iwas de la Iglesia Ortodoxa Siria Malankara
- 1989 Declaración conjunta de las Iglesias católica y ortodoxa siria malankara
- 1990 Acuerdo Doctrinal sobre Cristología entre la Iglesia Católica y la Iglesia Ortodoxa Siria Malankara
- 1993 Acuerdo y directrices pastorales para el matrimonio intereclesiástico entre católicos y ortodoxos sirios malankara.
- 1999 Declaración conjunta de las Iglesias católica y ortodoxa siria malankara sobre el Sínodo de Diamper (1599 d. C.)

Con la Comunión Ortodoxa Oriental en su conjunto:
- 2009 Naturaleza, Constitución y Misión de la Iglesia
- 2015 El ejercicio de la comunión en la vida de la Iglesia primitiva y sus implicaciones para nuestra búsqueda de la comunión hoy

### Iglesias ortodoxas orientales
.
.

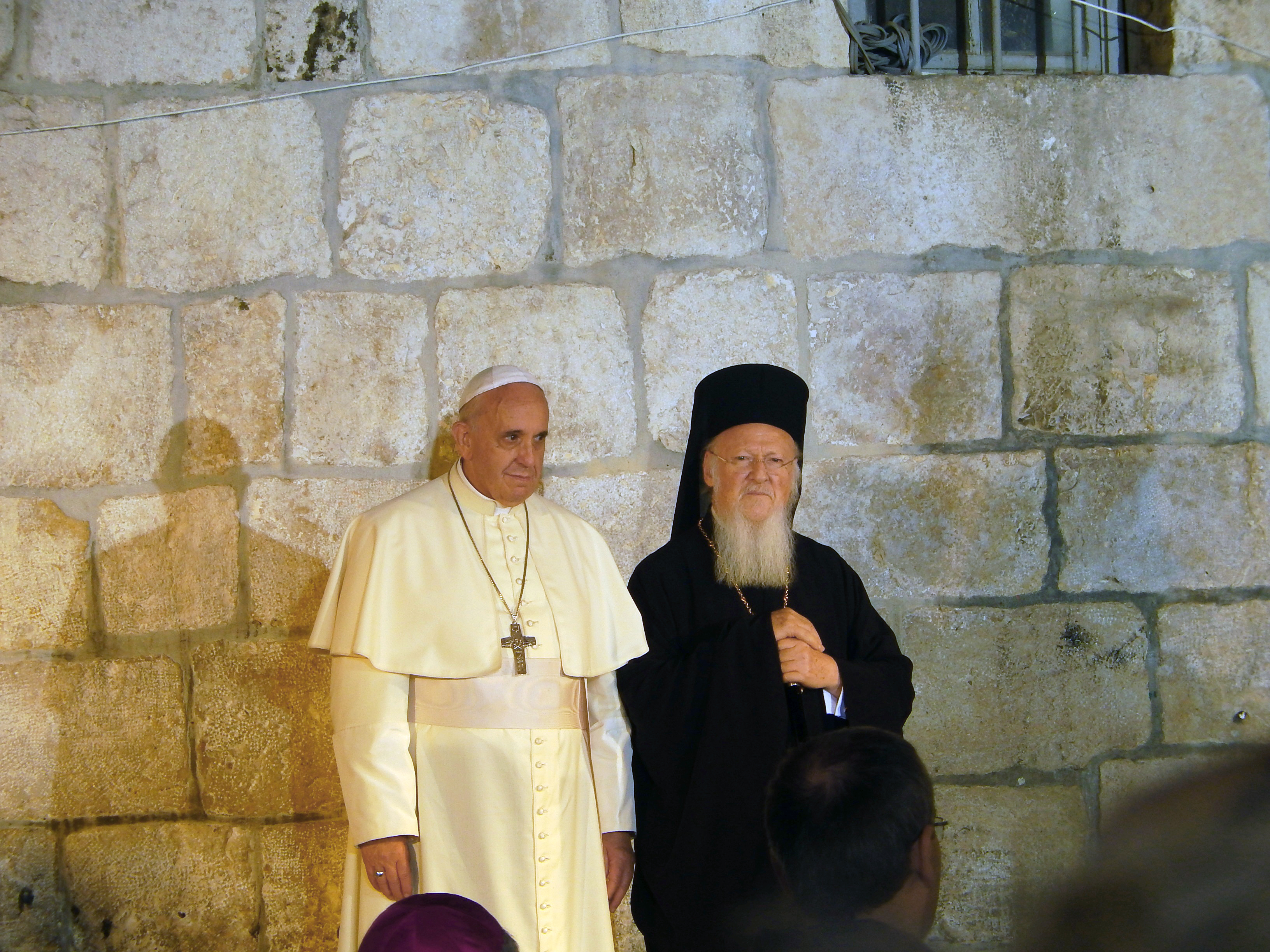
Papa Francisco con el Patriarca Bartolomé I de Constantinopla

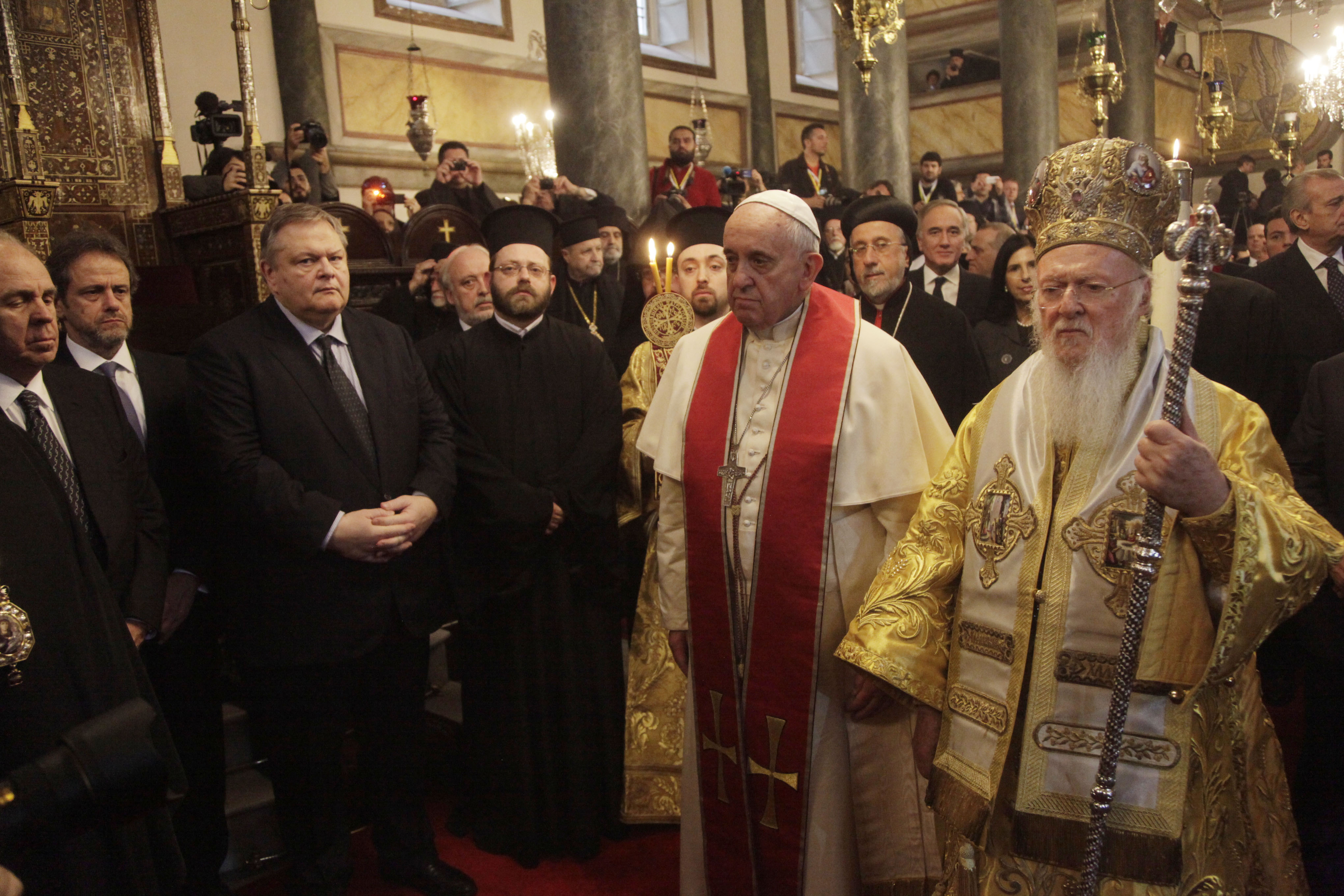
Papa Francisco en la Fiesta Patronal con el Patriarca Ecuménico Bartolomé I de Constantinopla

La declaración de Balamand de 1993 de la Comisión mixta internacional para el diálogo teológico entre la Iglesia católica y la Iglesia ortodoxa discute principios eclesiológicos y sugiere reglas prácticas para que tanto la Iglesia católica como la Iglesias ortodoxas orientales apliquen sobre la mejora de las relaciones evitando recíprocamente interferir en las Iglesias de la otra parte y no utilizando la historia de forma polémica. Según el cardenal Edward Cassidy, el informe contiene tres principios: que los individuos tienen libertad para seguir su conciencia, que las Iglesias católicas orientales tienen derecho a existir, que el  uniatismo no es el método actual de plena comunión;: nn3, 13, 15  y dos conclusiones: que la Iglesia católica y las Iglesias ortodoxas orientales son "Iglesias hermanas" y que debe evitarse el rebautismo.: nn14, 19  El principio de que "la libertad inviolable de las personas y su obligación de seguir las exigencias de su conciencia",: n15  es fundacional, según Cassidy, "y justifica tanto la elección personal de adherirse a la Iglesia católica o a la Iglesia ortodoxa, como ofrece la posibilidad de volver a la Iglesia católica a aquellas comunidades que en 1945-49 habían sido obligadas a convertirse por regímenes comunistass para formar parte de la Iglesia ortodoxa", como ocurrió en la República Socialista Soviética de Ucrania, la República Socialista de Rumanía y la República Socialista Checoslovaca. Los católicos orientales rechazaron el informe "porque parecía implicar que nunca deberían haber existido en primer lugar", mientras que los ortodoxos orientales lo rechazaron porque no pedía la abolición de las Iglesias católicas orientales.: 366–367 
El 3 de julio de 2019, se reveló que durante una reunión en el Vaticano con el arzobispo ortodoxo Job de Telmessos, quien representó al Patriarca Ecuménico Bartolomé de Constantinopla de la Iglesia Ortodoxa, durante la fiesta de los Santos Pedro y Pablo el 29 de junio de 2019, el Papa Francisco declaró que la unidad en lugar de nivelar las diferencias debería ser el objetivo entre las Iglesias católica y ortodoxa. El papa Francisco también entregó a Bartolomé nueve fragmentos de huesos que se cree que pertenecieron a St. Pedro y que fueron expuestos en una misa pública que se celebró en el Vaticano en noviembre de 2013 para celebrar el 'Año de la Fe'.'

### Iglesia ortodoxa rusa
En febrero de 2016, el papa Francisco y el patriarca ortodoxo ruso Kirill mantuvieron un encuentro en Cuba y posteriormente emitieron una declaración conjunta.
El 4 de julio de 2019, sin embargo, se confirmó que seguían existiendo tensiones entre el Vaticano y la Iglesia Ortodoxa Rusa, siendo el conflicto ucraniano una de las principales causas de dichas tensiones. A pesar de mantener una reunión "cordial" con el presidente ruso Vladímir Putin en el Vaticano, el papa Francisco declaró que es poco probable que visite Rusia a menos que Putin acceda a no incluir a la Iglesia Ortodoxa Rusa en la invitación, algo que Putin declaró que también sería poco probable. El papa Francisco también ha declarado su apoyo a la Iglesia greco-católica ucraniana, que ha expresado su oposición a Putin y a la Iglesia ortodoxa rusa. Durante el primer día de una reunión con los líderes de la Iglesia greco-católica ucraniana el 5 de julio de 2019, el papa Francisco también acusó a la Iglesia ortodoxa rusa de intentar manipular también a "otras religiones" en Ucrania.

## Relaciones con las iglesias y comuniones de Occidente

### Iglesias luteranas
El diálogo católico-luterano comenzó hace más de treinta años, y ha constado de once rondas de discusión. La discusión más reciente se ha centrado en las doctrinas relacionadas con la vida eterna. El proceso de diálogo ha producido una importante declaración conjunta, relativa a la doctrina de la justificación, emitida en 1999 y denominada Declaración conjunta sobre la doctrina de la justificación.
El Día de la Reforma de 2016, el Papa Francisco de la Iglesia católica viajó a Suecia (donde la Iglesia luterana es la Iglesia nacional) para conmemorar el 500 aniversario de la Reforma en la Catedral de Lund, que sirve de cátedra al Obispo de Lund de la Iglesia de Suecia, una Iglesia luterana. Un comunicado de prensa oficial de la Santa Sede afirmaba:

El evento conjunto de la Federación Luterana Mundial (FLM) y la Iglesia católica romana destacará los 50 años de diálogo ecuménico continuo entre católicos y luteranos y los dones conjuntos de esta colaboración. La conmemoración católico-luterana de los 500 años de la Reforma se articula en torno a los temas de la acción de gracias, el arrepentimiento y el compromiso de testimonio común. El objetivo es expresar los dones de la Reforma y pedir perdón por la división perpetuada por los cristianos de las dos tradiciones.<

Un servicio ecuménico fue presidido por Obispo Munib Younan, presidente de la Federación Luterana Mundial, Martin Junge, secretario general de la FLM, así como por el papa Francisco, líder de la Iglesia católica.

### Comunión Anglicana

#### Tensiones históricas
La hostilidad a largo plazo entre la Iglesia Católica y la Comunión Anglicana fue engendrada por la resistencia entre algunos ingleses a la declaración de supremacía real del rey Enrique VIII sobre la Iglesia en Inglaterra, la confiscación de las propiedades de la Iglesia, la disolución de los monasterios, gremios y cancillerías, la ejecución de sacerdotes, la asistencia forzosa al culto anglicano, el pago forzoso de diezmos a la iglesia estatal y la ilegalización de la fe católica.
Hubo un breve restablecimiento de la comunión con Roma durante el reinado de María I de Inglaterra. Su muerte marcó el fin de los intentos católicos de reconciliar por ley a la Iglesia inglesa con Roma. Posteriormente, la excomunión de Isabel I de Inglaterra por el Papa Pío V en 1570 y la autorización de la rebelión contra ella contribuyeron a la sospecha oficial sobre las lealtades de los católicos ingleses. Esto, combinado con el deseo de hacer valer las reivindicaciones de la Iglesia establecida, condujo a la promulgación de leyes restrictivas contra sus derechos civiles y religiosos. Las restricciones de la época isabelina sólo se aliviaron mediante varias reformas legislativas en el siglo XIX, conocidas en su conjunto como emancipación católica. La última restricción a los católicos que les impedía casarse con la familia real fue eliminada en 2013, aunque no pueden convertirse en monarcas ya que como tales serían cabeza de la Iglesia de Inglaterra.